# Дубравка Чеська
Дубравка, відома також як Добрані, Домбрувка, Доброва (чеськ. Doubravka, пол. Dąbrówka; близько 930–977) — чеська принцеса з династії Пржемисловичів, дочка чеського князя Болеслава I, княгиня польська, дружина Мешка І, сестра Марії, матір Болеслава I Хороброго і Свентослави (?) Сигнали.
У 965 році стала дружиною першого князя Польщі Мешка. Переконала чоловіка прийняти хрещення в 966 році. Незабаром він прийняв християнство. Хрещення здійснив чеський єпископ Богувид (Bohuwid). Доброва дуже сприяла поширенню християнства в Польщі. Похована в соборі Небовзяття Пресвятої Діви Марії в Гнєзно.
Нині вважається, що зміна релігії Мешком I була однією з пунктів польсько-чеської угоди, а роль Доброви в перетворенні її чоловіка була не такою важливою, як її зображували середньовічні літописці. Королева описується як «Хрещена Поляків»
Хроніст Козьма Празький в «Чеській хроніці» в XII столітті критично оцінював Дубравку: «Знаходячись вже в літньому віці, вона вийшла заміж за польського князя, зняла при цьому зі своєї голови убір і одягла дівочий вінець, що було великим безглуздям з її боку».
У Дубравки і Мешка було двоє дітей: син Болеслав I Хоробрий і дочка Святослава. Святослава була дружиною короля Швеції Еріка VI Переможного. Після його смерті стала дружиною данського короля Свена I Вилобородого.

## Ім'я
Важко визначити оригінальну форму імені  Доброва. У світлі історичних досліджень головний антагонізм розташований на межі між формами «Доброва» і «Добрувка». Більшість істориків висловилися за перше з цих імен, бо воно вживається літописцем Тітмаром, єпископом Мерзебурга. Його робота вважається найстаршим джерелом цього імені. Тітмар написав ім'я Пржемислідки як «Доброва», а потім пояснив, що воно виглядає як «Добре». Цю точку зору підтверджує послання найдавнішого краківського літопису, який передає форму «Дубровки». Відзначаючи, що на той час початковий «Ду» для слов'янських імен був взаємозамінним з «До» або «Да», можна поставити ставку за «Доброва». Пізніші записи журналістів, які висувають Доброва-Дабрувка «Доброчна», «Добровац» і «Добрівка», можуть також передбачати таку, а не іншу форму.
Польське ім'я «Dąbrówka» походить з більш пізніх джерел. Його зазвичай санкціонують за принципом дискредитації форми «Доброва», яка була або зменшуваною формою від Доброслави, і тієї ж другої/пізнішої назви, або з німецьких джерел, які не знають реальності слов'янських мов і тому ненадійні. Його назва походить від 13-го/14-го століть у Познані, де з'являється запис «Dambrowka». Це третє джерело, у свою чергу, зважаючи на вік. Тим не менше, деякі вчені вважали це найкращим, оскільки раніше джерела не могли відобразити істинну природу назви на польському ядрі.

## Дата народження
Дата народження Доброви невідома. Єдиною підказкою є послання Косма, літописця з Праги, який стверджує, що Доброва була жінка похилого віку під час весілля з Мешком I. Це повідомлення вважається упередженим і ненадійним; деякі дослідники називають це просто злоякісним посиленням. Не виключено, що, пишучи про вік Доброви, Косма поєднав її з фігурою сестри, що називалася Млада. Це дало б йому основу для опису Доброви як «старої». Можливо також, що Косма порівняв першу дружину Мешка з другою, Одою, яка на момент весілля мала близько 19-25 років, тому в середньовічних умовах дійсно були відносно старшими.
Послання Косма є не надто надійним. Як наслідок, дата народження дружини Мешко І залишається невідомою. Деякі дослідники роблять деякі спекуляції, наприклад, Єжи Стшельчик припускав, що у світлі сучасних подружніх концепцій і звичаїв (коли це було правило виходити заміж за десяток дівчат) Добрувка вже не була молодою, тобто вона мала двадцять або більше двадцяти років.

## Шлюб з Мешком I та роль у християнізації Польщі

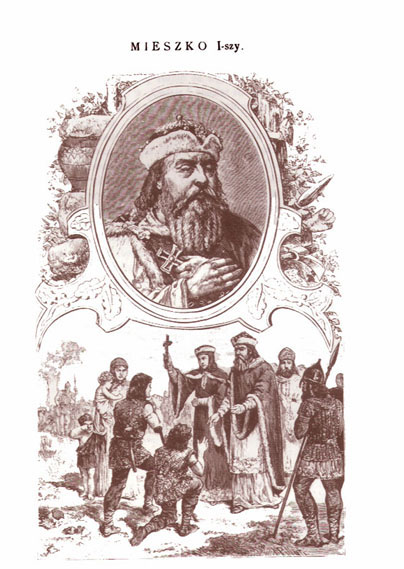
Мешко та Доброва серед підданих (мал. Ksawery Pillati, 1888)

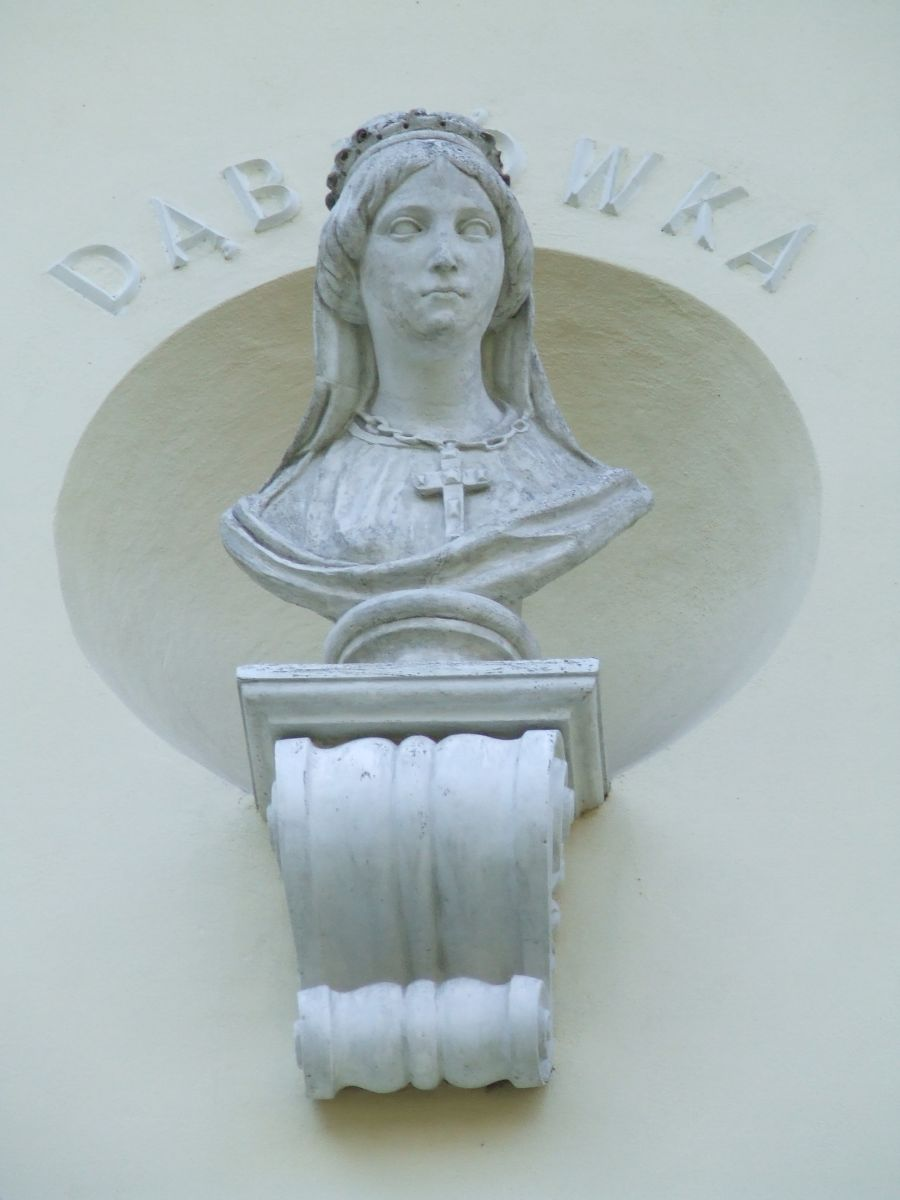
Бюст у палаці Урсиновських

Вона була дочкою Болеслава I Шроги, чеського князя династії Пржемисловичів; сестра Болеслава ІІ Побожного, Страхкваса Християнина і Млада Марія. Про її дитинство та молодість збереглося мало відомостей. Ще в 1895 році Освальд Бальцер спростував ідею, що Доброва уклала шлюб з Гюнтером з Мерзебурга, маркграфом Мейсена, з яким вона розлучилася до 965 року — їхня дитина повинна була стати Гунцеліном. Ця точка зору ґрунтувалася на тому, що літописець Тітмар називав чотири рази Гунцеліна, сином Гюнтера, брата Болеслава I Хороброго, сина Доброва. На сьогодні дослідники вважають, що або Гунцелін і Болеслав Хоробрий були двоюрідними  або мали двох сестер як дружини .

### Шлюб з Мешком I та роль у християнізації Польщі
У другій половині 964 р. був укладений союз між Болеславом I Срогімом і Мешком І. Для того, щоб підтвердити створення союзу в 965 р., Доброва була видана за Мешка І. Між подружжям існувала різниця в релігії — вона була християнкою, він був язичником.
Два незалежних джерела вказують на важливу роль Доброви у наверненні Мешка I до християнства. Перше — Тітмарська хроніка з Мерзебурга, що була створена за два роки до смерті Доброви. Друге — німецький літописець писав, що чеська княгиня намагалася — навіть ціною розриву посад — вплинути на чоловіка, щоб переконати його прийняти християнство — що вона нарешті здійснила.
У свою чергу, Галл Анонім, який пише на початку 12-го століття, стверджує, що Доброва приїхала до Польщі в оточенні світських і духовних сановників. Вона повинна була погодитися на шлюб з Мешком І, за умови, що він буде хрещений. Польський князь охреститься, і тільки тоді він може одружитися з чеською принцесою.
Тітмарські відносини, написані в 975 році, вважаються більш надійними; підкреслюється, що обидва джерела є незалежними один від одного.
Дослідники стверджують, що хрещення Мешка I було продиктоване політичними вигодами і не приписують Доброві практично будь-якої ролі в зміні релігії її чоловіка. Вони вказують на те, що відношення Месцкого до Доброви було частиною церковної традиції навернення через жінок.
Література на цю тему не позбавляє Доброву певної ролі в християнізації Польщі. У процесі весілля Доброви та Мешка І, християнські священики прийшли на польські землі; передбачається, що серед них може бути Йорданія, перший польський єпископ (з 968).
Традиція призначає Доброву фундамент церков Святої Трійці і Святого Віта в Гнєзно і церква Діви Марії в Оструві Тумськи в Познані.
Шлюб Доброви і Мешка підтвердив польсько-чеський союз; він зберігався до смерті чеської принцеси. У вересні 967 року в битві з Віхманом і Волінянами Мешко підтримав чеське військо. Коли в 973 році, після смерті імператора Оттона I Великого, в Німеччині відбулося суперництво за правонаступництво після нього, і чоловік Доброви і її брат — Болеслав II Благочестивий, чеський князь — підтримали того ж кандидата — баварського князя Генрика II Клотника.

## Діти
У подружньої пари Доброва і Мешко народилися:
- Болеслав I Хоробрий, народився нар. 967, пом. 17 червня 1025, князь і король Польщі;
- Сігрід Горда, народилася ймовірно, 968—972, рр, після 1014 року дружина Еріка VI Переможця, короля Швеції, яка після його смерті одружилася з Свеном I Вилобородним, королем Данії.

Деякі дослідники припускають, що у Доброви і Мешка залишилася дочка — мама або бабуся поморського князя Семомисла.

## Смерть і поховання Доброва
Доброва померла в 977 році. У книзі, виданій в 1888 році Юзефом Ігнацієм Крашевським, він писав, що її могилу було виявлено в соборі Гнезно під валуном, позначеним лише простим хрестом. У ньому не було знайдено жодних пам'яток, за винятком одягу, який розкладається бузкового та пурпурового кольору, а на голові вузької пов'язки, обробленої золотом. Подібний погляд на місце поховання Доброви вже був висловлений Едуардом Рачинським у роботі «Спогади про Великопольщу», тобто провінції Познань, Каліш і Гнєзно, у 1843 році.Нині місце поховання цієї чеської принцеси вважається невідомим, проте більшість науковців виступають на користь Гнєзно .
Смерть Доброва призвела до послаблення польсько-чеського альянсу; зрештою він розпався в середині 980-х років.

## Вшанування пам'яті

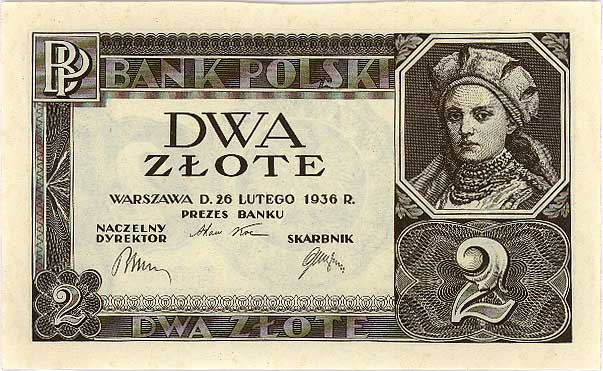
2 польських злотих із зображенням Доброви (1936)

Найвідомішим іконографічним зображенням Доброви є портрет Яна Матейка.
Образ Доброви був поміщений на стару польську банкноту в два злотих у 1936 року. Форма їх разом з Мешко I також показана на монеті в зверненні 100 PLN виданий в 1966 році і на випробуванні збитих монет на PLN 100 в 1960 і 1966 років (як розроблений J. Gostawski).
У фільмі "Гніздо" 1974 режисера Яна Рибковського у ролі Доброви знімалася Ванда Нойман.

## Добрава у літературі
- Lubonie Józef Ignacy Kraszewski (1876),
- Дикий скарб Кароля Бунша (1945),
- Болеслав Хоробрий Антоні Голубєв.